# 王益区
王益区（おうえき-く）は中華人民共和国陝西省銅川市に位置する市轄区。

## 行政区画
- 街道:七一路街道、紅旗街道、桃園街道、青年路街道、王家河街道、王益街道
- 鎮:黄堡鎮